# Renault Alaskan
A Renault Alaskan é a primeira pick-up media fabricada pela Renault. Foi apresentada em sua versão de produção em julho de 2016 na Colômbia, país que será o primeiro a receber a pick-up. Posteriormente chegará aos demais países da América do Sul e também na África e Europa.
O modelo saiu de linha em 2020 na Europa devido as fracas vendas, multa pesada para carros com 5 lugares, o fechamento da fábrica em Barcelona (Espanha) e as altas emissões de poluentes que o veículo tinha.
Com isso, a montadora vai priorizar o modelo na América do Sul.

Havia expectativa de que o Alaskan fosse lançado em 2018, no Brasil, mas não passou de fake news.
O UOL flagrou o modelo em São Paulo, tecendo rumores de que venha ao Brasil. Até o momento, a Renault não se manifestou.
Seu design robusto é inspirado na Nissan Frontier.
Enquanto não chega ao Brasil, a Renault lançou a 2a geração no país vizinho; a Argentina.
Não terá muita diferença entre a sua "irmã" Frontier. Apenas a logomarca no santatônio, no volante e em demais componentes.